# Vasum muricatum
Vasum muricatum är en snäckart som först beskrevs av Born 1778.  Vasum muricatum ingår i släktet Vasum och familjen Turbinellidae. Inga underarter finns listade i Catalogue of Life.